# Алалыкин, Темир
Теми́р Алалы́кин (ум. после 1572) — сын боярский из Суздаля.
В 1572 году в битве под Молодями, где знаменитый боярин князь Михаил Воротынский наголову разбил и прогнал крымского хана Девлет-Гирея, стремившегося к Москве с многочисленным войском, Алалыкин убил ханского зятя Иль-Мурзу и взял в плен ногайского мурзу Дивея.
Основатель рода Алалыкиных, предположительно, состоял на государственной службе в опричном войске Ивана Грозного.